# Pagetina genarum
Pagetina genarum is een vlokreeftensoort uit de familie van de Pagetinidae. De wetenschappelijke naam van de soort is voor het eerst geldig gepubliceerd in 1931 door K.H. Barnard.